# Umeå Energi

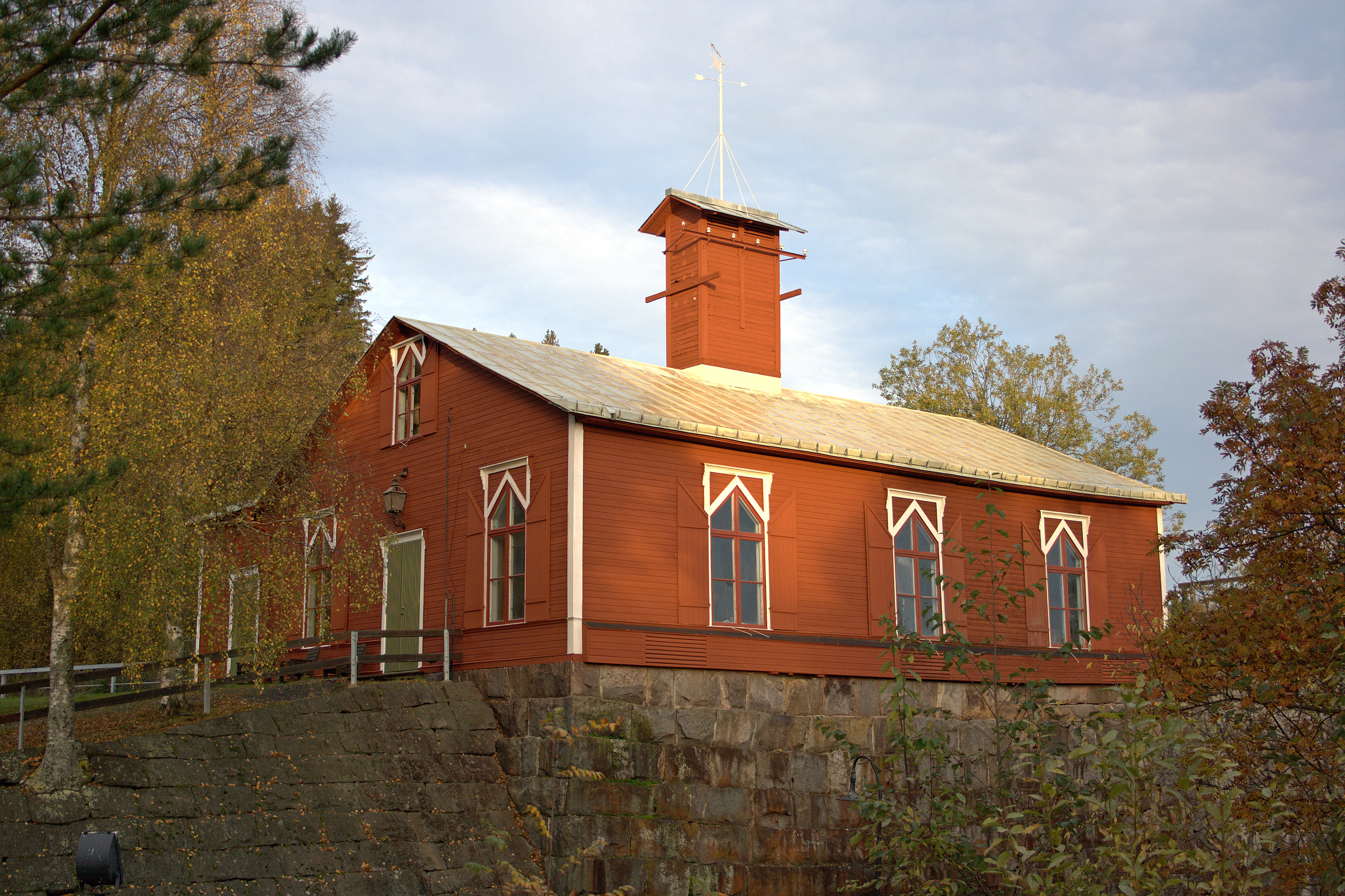
Klabböle kraftverk

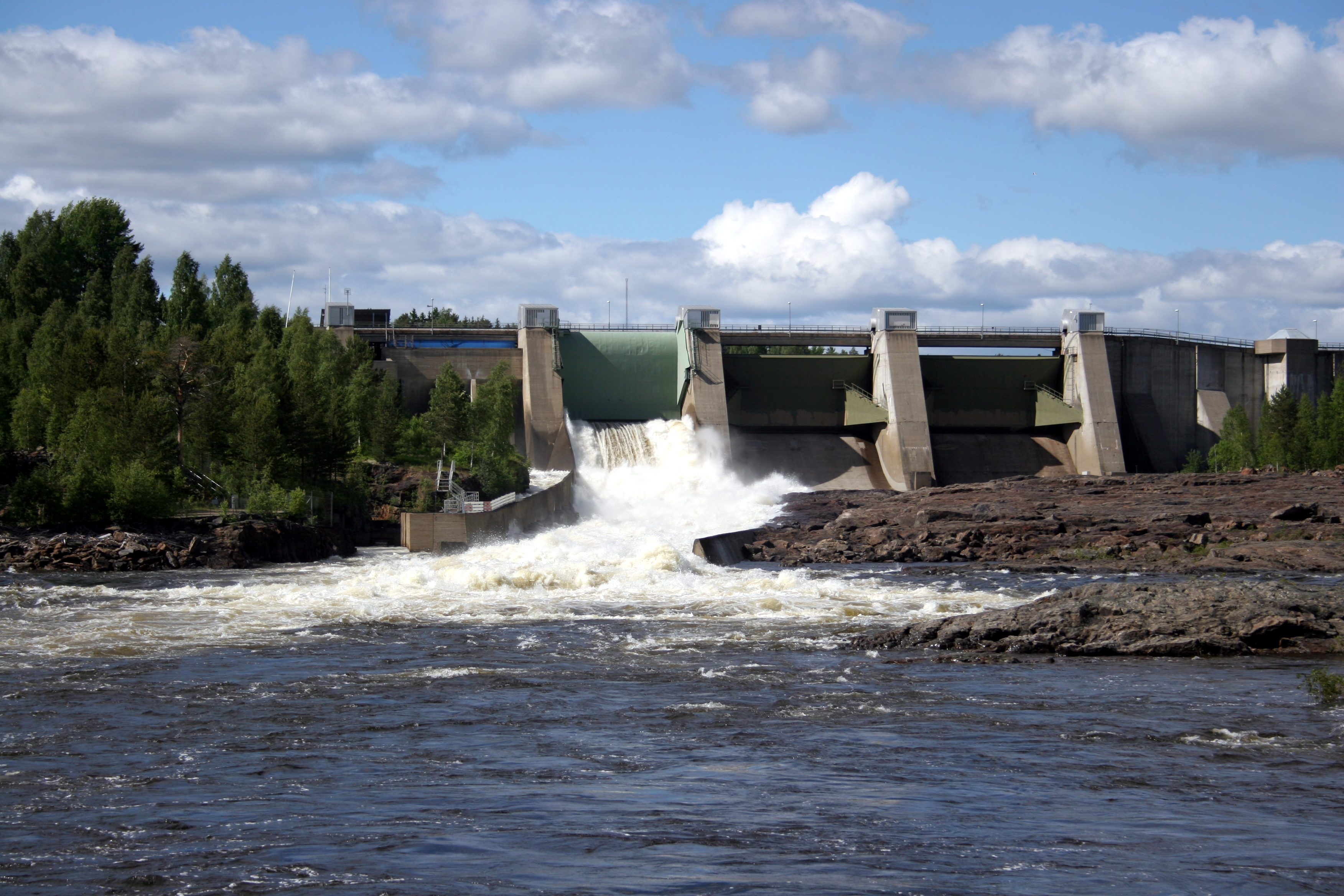
Stornorrfors vattenkraftverk

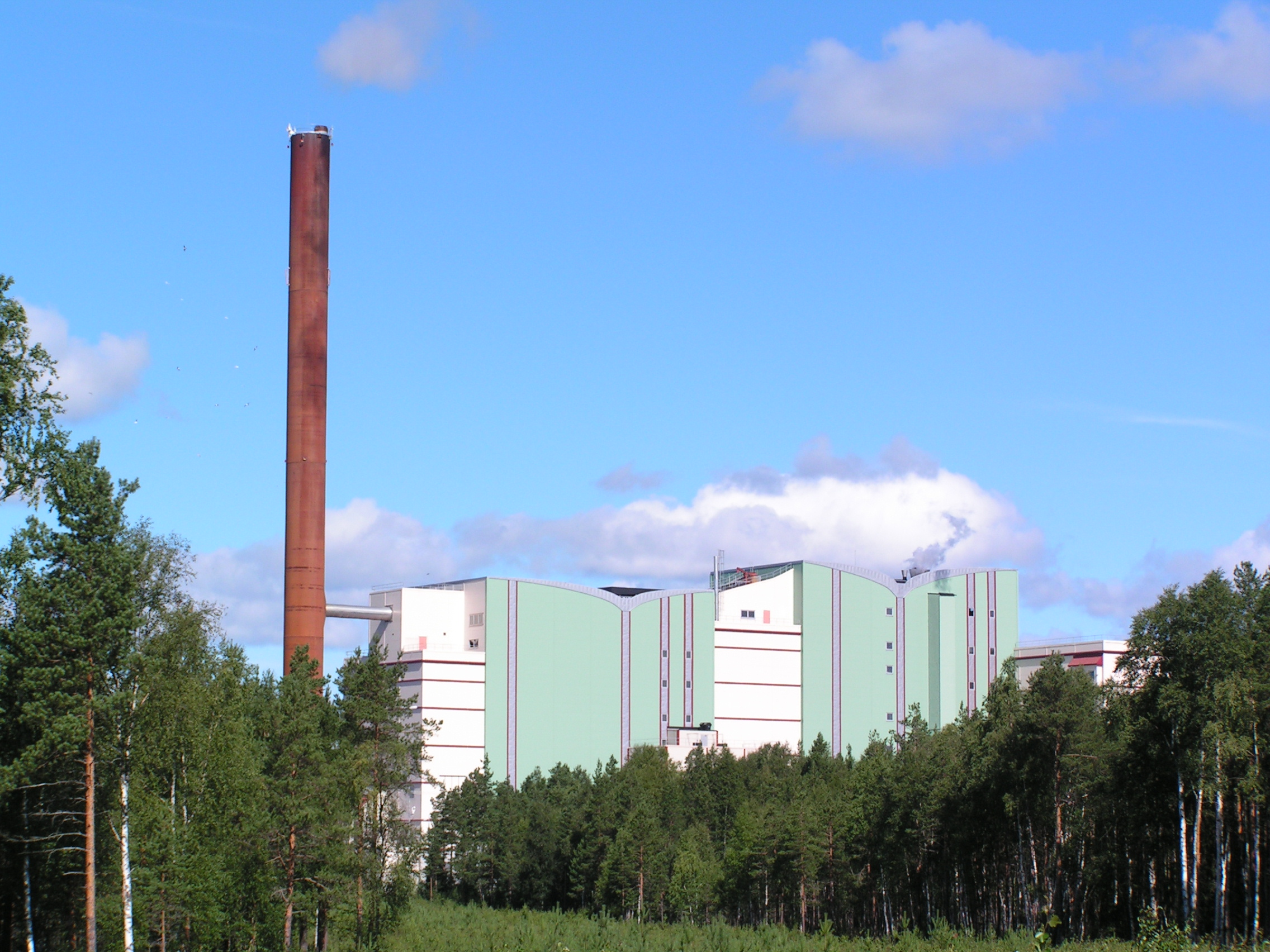
Dåva kraftvärmeverk

Umeå Energi är en energi- och kommunikationskoncern som utvecklar innovativa och hållbara lösningar för el, värme och bredband för och i samverkan med kunder. Umeå Energis vision är att ge sina kunder en enklare vardag och regionen en hållbar framtid. Umeå Energi har fyra affärsområden och företaget är miljö- som arbetsmiljöcertifierade enligt ISO 14001 och ISO 45001 och har idag över 400 medarbetare.

## Historia
Umeås borgmästare Johan Gustaf Rothoff hade vid sin död 1891 testamenterat 67 000 kr till stadens första gatubelysning. Vid Rådhusparken nära kajen byggdes 1892 ett vedeldat ångkraftverk som levererade ström till stadens 36 bågljuslampor och till 250 glödlampor i Umeå rådhus och Umeå stads kyrka. Efterfrågan på el till belysning ökade men ångkraftverket kunde inte leverera mer el så 1899 stod vattenkraftverket Klabböle kraftverk klart. År 1903 påbörjades en geografisk utökning av elnätet, med början i stadsdelen Haga. Elmätare infördes 1905 för de större förbrukarna. I snabb takt ökade behovet av el, speciellt det industriella, och 1910 var Klabböle kraftstation utbyggd.
Stadsfullmäktige beslutade 1911 att tillsätta en styrelse för Umeå stads elektricitetsverk, vilket är ursprunget till dagens Umeå Energi. År 1922 påbörjades utbytet av luftledningarna inne i staden till jordkabelnät. År 1926 stod statliga Vattenfalls Norrfors kraftstation färdig och Umeå stads elektricitetsverk fick som delägare tillgång till 20 procent av den effekt som producerades, detta efter att stadsfullmäktige givit Vattenfall rätten att köpa vattenfallen i Norr- och Sörfors.
Mellan 1945 och 1951 ändrades spänningen från 110 till 220 volt hos cirka 5 000 kunder i drygt 1 500 fastigheter och i samband med det drogs alla elledningarna om i alla hus. År 1958 stod Stornorrfors klart och Umeå stads elektricitetsverk fick tillgång till 11 procent av produktionen. I samband med detta så avvecklades Klabböle kraftverk och den äldsta delen blev ett kraftverksmuseum som en del i Umeå Energicentrum. 
År 1965 bildades AB Umeå Värmeverk och mellan 1968 och 1970 byggdes avfallsförbränningsanläggningen Ålidhemsverket. År 1981 slogs Elverket och Värmeverket ihop till ett kommunalt aktiebolag med namnet AB Umeå Energiverk. Fem år senare (1986) bytte AB Umeå Energiverk namn till Umeå Energi AB och vid Ålidhemsverket byggdes en ackumulatortank för att nyttja fjärrvärmen effektivare.
Avfallsförbränningsanläggningen Dåva kraftvärmeverk invigdes år 2000 och år 2010 invigdes det nya kraftvärmeverket för biobränsle, Dåva 2.

## Ägarförhållande och koncernstruktur
Moderbolaget, Umeå Energi AB, är ett helägt dotterbolag till Umeå Kommunföretag AB (UKF).  Umeå Energi AB äger i sin tur samtliga aktier i Umeå Energi Elhandel AB, Umeå Energi Elnät AB, Umeå Energi UmeNet AB, Umeå Energi Sol Vind och Vatten AB och 2,6 % av aktierna i Norrlands Etanolkraft AB. Umeå kommunfullmäktige utser Umeå Energis styrelse för fyra år i taget.
Umeå Energi har fyra affärsområden som tillsammans levererar el, värme och bredband till våra kunder samt bygger och underhåller våra nät.

### Affärsområde El
Elhandel säljer och köper in el till privat- och företagskunder i hela Sverige, samt erbjuder rådgivning avseende elhandel, kraftmarknad, elavtal, bindningstider och elpriser. Den el vi själva producerar kommer från kraftvärmeverket på Dåva, våra solceller på huvudkontorets tak, våra vindkraftsparker samt Umeå kommuns del av vattenkraftverket Stornorrfors.
Verksamheten bedrivs av: Umeå Energi Elhandel AB
Vindkraft producerar och säljer el baserad på förnybara energikällor. Verksamheten omfattar egen produktion från nio vindkraftverk samt förvaltning och service av vindkraftsanläggningar.
Verksamheten bedrivs av: Umeå Energi Sol Vind & Vatten AB

### Affärsområde Elnät
Bygger och underhåller elnätet i Umeåregionen, levererar el till hushåll och företag samt mäter hur mycket el som används. Löpande investeringar görs för att hålla hög leveranssäkerhet och kunna integrera allt större mängd förnybar och mikroproducerad el. Verksamheten bedrivs av: Umeå Energi Elnät AB

### Affärsområde Bredband
Bygger, driftar, underhåller och erbjuder service samt uthyrning av kanalisation, fiber och kapacitet. Vi erbjuder ett öppet stadsnät som gör det möjligt för kunden att själv välja tjänsteleverantör för internet, tv, telefoni med mera.
Verksamheten bedrivs av: Umeå Energi UmeNet AB

### Affärsområde Värme
Producerar el, fjärrvärme och fjärrkyla till samtliga stadsdelar i Umeå, inklusive Holmsund. Erbjudandet omfattar även serviceavtal på anläggningar samt markvärme till såväl privat- som företagskunder. Via våra anläggningar på Dåvaområdet erbjuds även avfallshanteringstjänster för industrier, insamlingsbolag, kommuner och andra offentliga verksamheter.
Verksamheten bedrivs av: Umeå Energi AB